# Union féminine Angers Basket 49
Maillots
Actualités
| \| Angers \| La ville d'Angers en France |
| Angers                                   |

L’Union féminine Angers Basket 49 ou UFAB 49 est un club féminin français de basket-ball évoluant en Ligue féminine de basket, soit le plus haut échelon de la ligue de basket-ball féminin. Le club est basé à Angers en Maine-et-Loire. L'équipe s'appuie principalement sur une ossature de jeunes joueuses formées localement, principalement d’Angers et de sa proche couronne.

## Historique
L’UFAB 49 est née le 30 janvier 2004 de la fusion de l’ALBF (Angers Loire Basket Féminin) et de l’EABF (Étoile Angers Basket Féminin). Ces deux entités avaient été créées afin de permettre la fusion des sections féminines respectives des clubs angevins de l’ABC et de l'EOSL, ceci afin de développer le basket féminin de haut niveau.
Lors de la saison 2009-2010, en quart de finale aller des play-offs de NF2, l'équipe est battue sur son terrain d'un point par La Tronche Meylan mais gagne le match retour de deux points ce qui lui permet de valider son billet pour la Ligue féminine 2 (LF2) nouvellement créée. L'équipe est sélectionnée dans la « Top Teams KIFFCA - BASQUETEBOL 2010 » de Nationale 2 et remporte le Trophée Coupe de France pour la première fois de son histoire.
Le club est relégué de LF2 (14e) lors la saison 2010-2011 et évolue en Nationale 1 lors de la saison 2011-2012. Le club remporte le Trophée Coupe de France pour la deuxième fois de son histoire.
L'équipe est à nouveau promue en Ligue féminine 2 pour la saison 2012-2013 et remporte le championnat de LF2, ce qui lui permet d'accéder à la Ligue féminine de basket pour la saison 2013-2014. C'est la première fois qu'un club nouvellement promu remporte le titre. Toutefois, le club ne disposant pas de centre de formation, il est maintenu en Ligue 2. La commission Fédérale accède au recours gracieux formulé de l'UFAB 49 et donc l'autorise à évoluer en LFB pour la saison 2013-2014.
Terminant 5e de la saison régulière 2014-2015, l'UFAB49 se voit qualifiée pour l'Eurocup 2016, compétition européenne inter-clubs. 
En 2016-2017, Angers finit dernier des barrages, ce qui le relègue sportivement en Ligue 2.
Lors de la saison 2018-2019, l’UFAB 49 fête ses 15 ans d'existence.
L'équipe jouant en Ligue féminine 2 pour la saison 2020-2021 remporte le championnat de LF2 en terminant 1re de la saison régulière avec 2 victoires de plus que l'équipe suivante, les playoffs ayant été annulés à la suite de la crise sanitaire du COVID. Le club retrouve la Ligue féminine de basket pour la saison 2021-2022.

## Palmarès
National
- Champion de France de Ligue 2 féminine : 2013, 2021
- Vainqueur du Trophée Coupe de France : 2010, 2012

| Saison    | Division                                  |
| 2007-2008 | Nationale féminine 3                      |
| 2008-2009 | Nationale féminine 2 Poule B (Sud-Ouest)  |
| 2009-2010 | Nationale féminine 2 Poule C (Nord-Ouest) |
| 2010-2011 | Ligue féminine 2                          |
| 2011-2012 | Nationale féminine 1 Poule A (Ouest)      |
| 2012-2013 | Ligue féminine 2                          |
| 2013-2017 | Ligue féminine                            |
| 2017-2021 | Ligue féminine 2                          |
| 2021-2024 | Ligue féminine                            |
| 2024-2025 | La Boulangère WonderLigue                 |

## Évolution du Logo

2004-2014
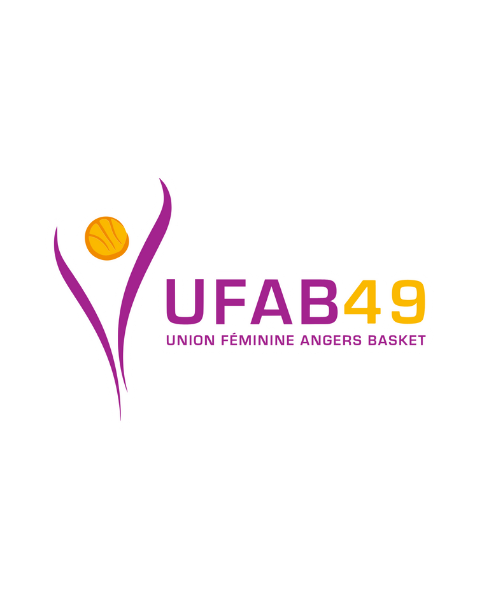
2014-2018
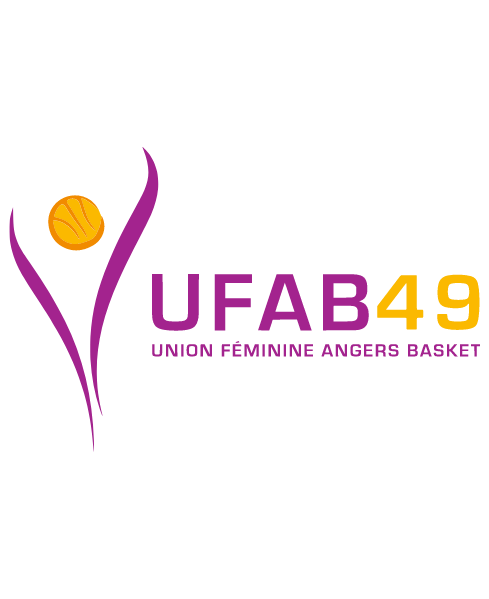
Depuis 2018

## Effectif par saison

### Saison 2022-2023
- Entraîneuse : Aurélie Bonnan
- Assistant : Maxime Cesbron
- Préparateur physique :

| Numéro | Nom                       | Date de naissance | Taille (m) | Poste           | Nationalité |
| ------ | ------------------------- | ----------------- | ---------- | --------------- | ----------- |
| 1      | Alexis Peterson           | 20 juin 1995      | 1,70       | meneuse         | États-Unis  |
| 32     | Leïla Lacan               | 2 juin 2004       | 1,80       | meneuse-arrière | France      |
| 7      | Nabala Fofana             | 20 janvier 2000   | 1,92       | ailière forte   | France      |
| 10     | Jasmine Bailey            | 14 février 1990   | 1,76       | arrière         | États-Unis  |
| 9      | Isis Arrondo              | 8 mars 1989       | 1,66       | meneuse         | France      |
| 18     | Kekelly Elenga            | 18 avril 1991     | 1,86       | ailière forte   | France      |
| 12     | Jodie Cornélie-Sigmundova | 20 avril 1993     | 1,93       | pivot           | France      |
| 4      | Axelle Merceron           | 25 avril 2003     | 1,89       | arrière         | France      |
| 3      | Ivana Jakubcova (sk)      | 20 août 1994      | 1,97       | Pivot           | Slovaquie   |
|        | Jovana Pasic              | 12 mai 1992       | 1,86       | ailière         | Monténégro  |
|        | Adaora Elonu              | 28 avril 1990     | 1,86       | ailière         | Nigeria     |

Le contrat de travail de Jovana Pasic bloqué pour raisons administratives, la Nigériane Adaora Elonu est engagée début décembre.